# Exposição de Orquídeas e Plantas Ornamentais de Poá

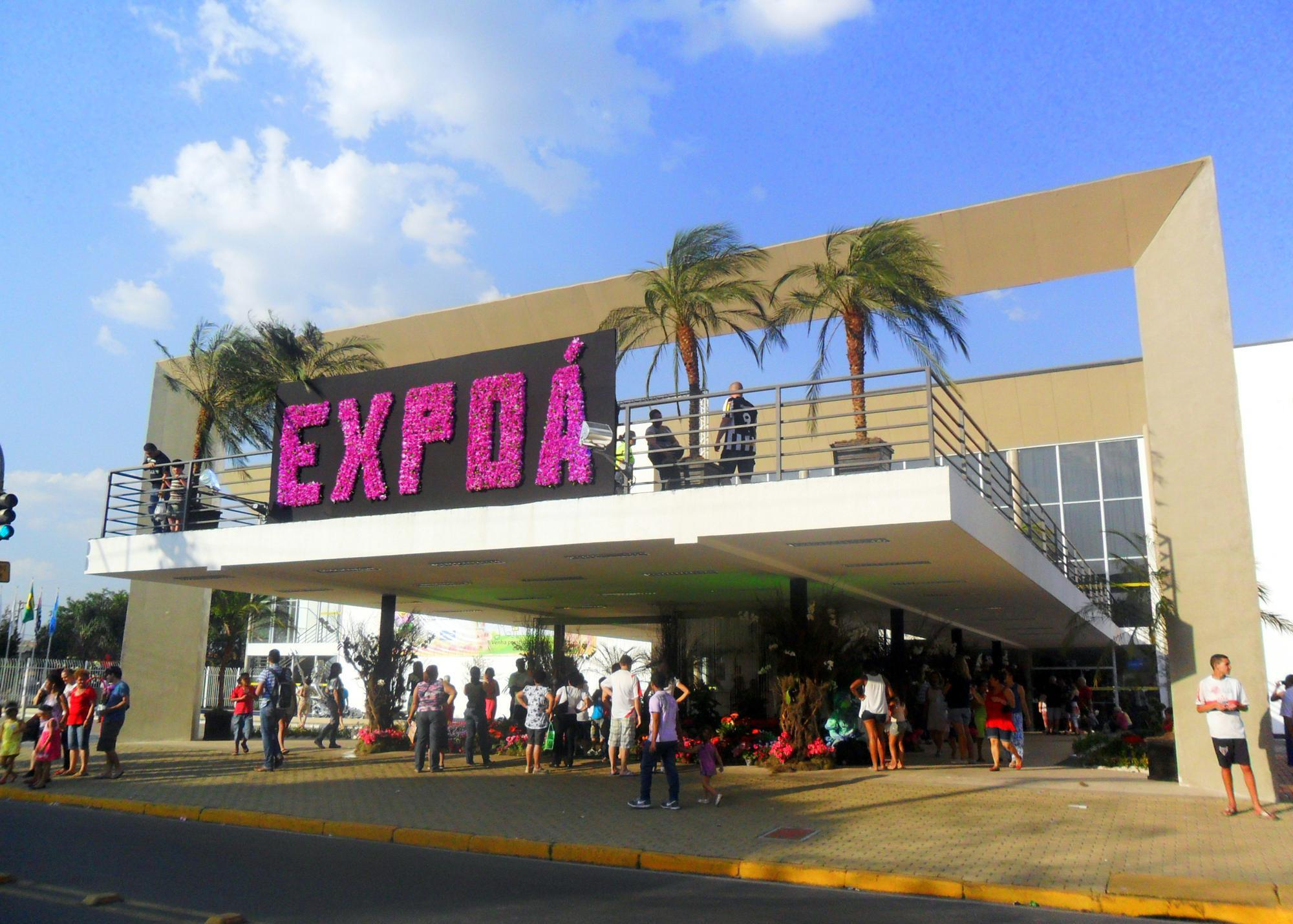
Entrada da Praça de Eventos, durante a realização da EXPOÁ 2012

A EXPOÁ (Exposição de Orquídeas e Plantas Ornamentais de Poá) é uma tradicional exposição de orquídeas e plantas ornamentais, realizada no município de Poá, na Região Metropolitana de São Paulo, sempre na primeira semana do mês de setembro, desde 1970.
É o principal evento da cidade (que é uma Estância Hidromineral e Turística do estado de São Paulo), e um dos maiores do Alto Tietê, e atrai cerca de 250 mil pessoas em um final de semana.

## Histórico

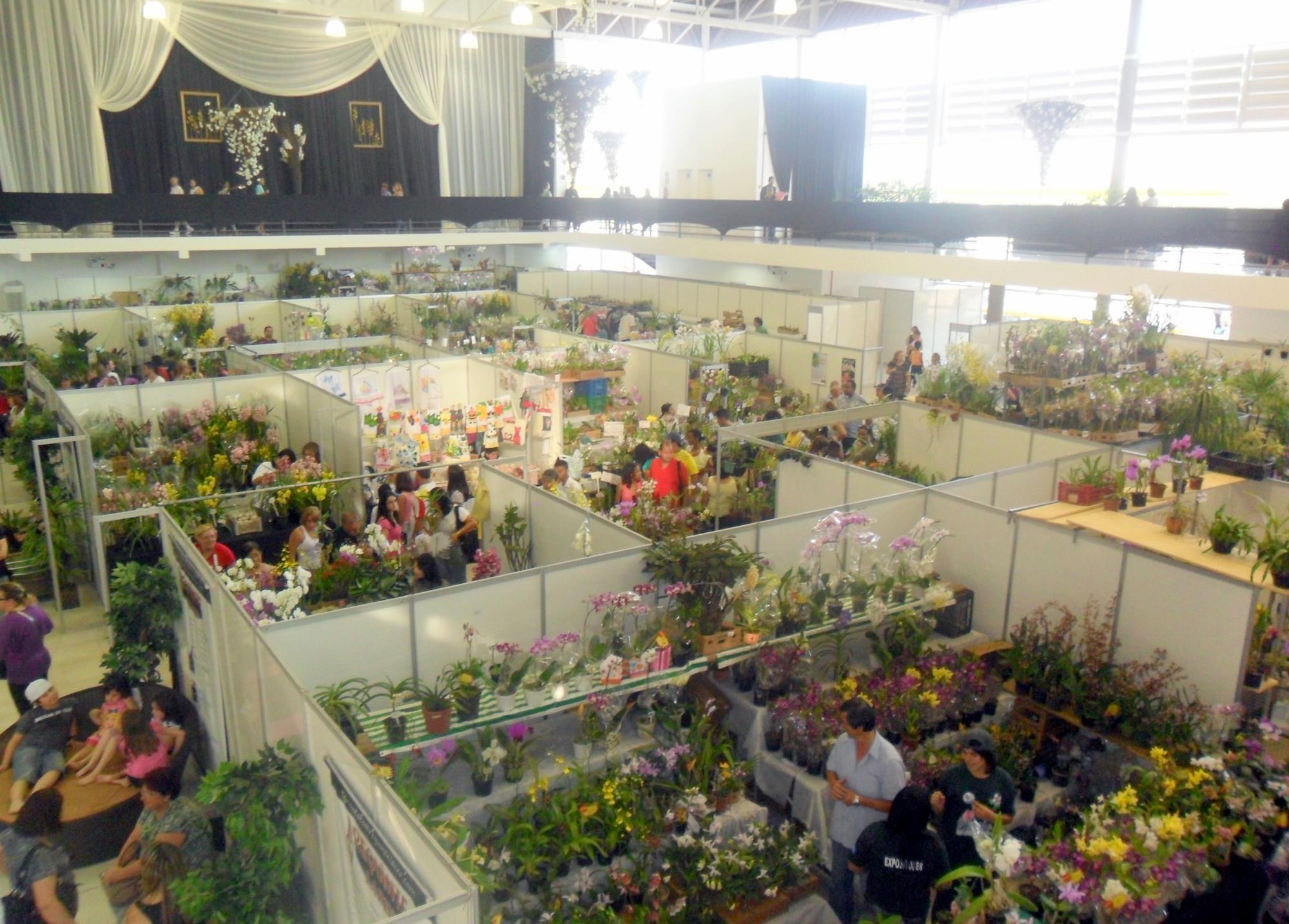
Local onde são comercializadas as plantas

Foi criada pela prefeitura de Poá, São Paulo, em 22 de julho de 1970, através do Decreto 1025, e realizada pela primeira vez em 22 e 23 de agosto 1970, em um antigo prédio que hoje abriga uma agência do Banco Bradesco. A exposição reuniu orquidófilos de Poá e da região do Alto Tietê, que se concentram na área.

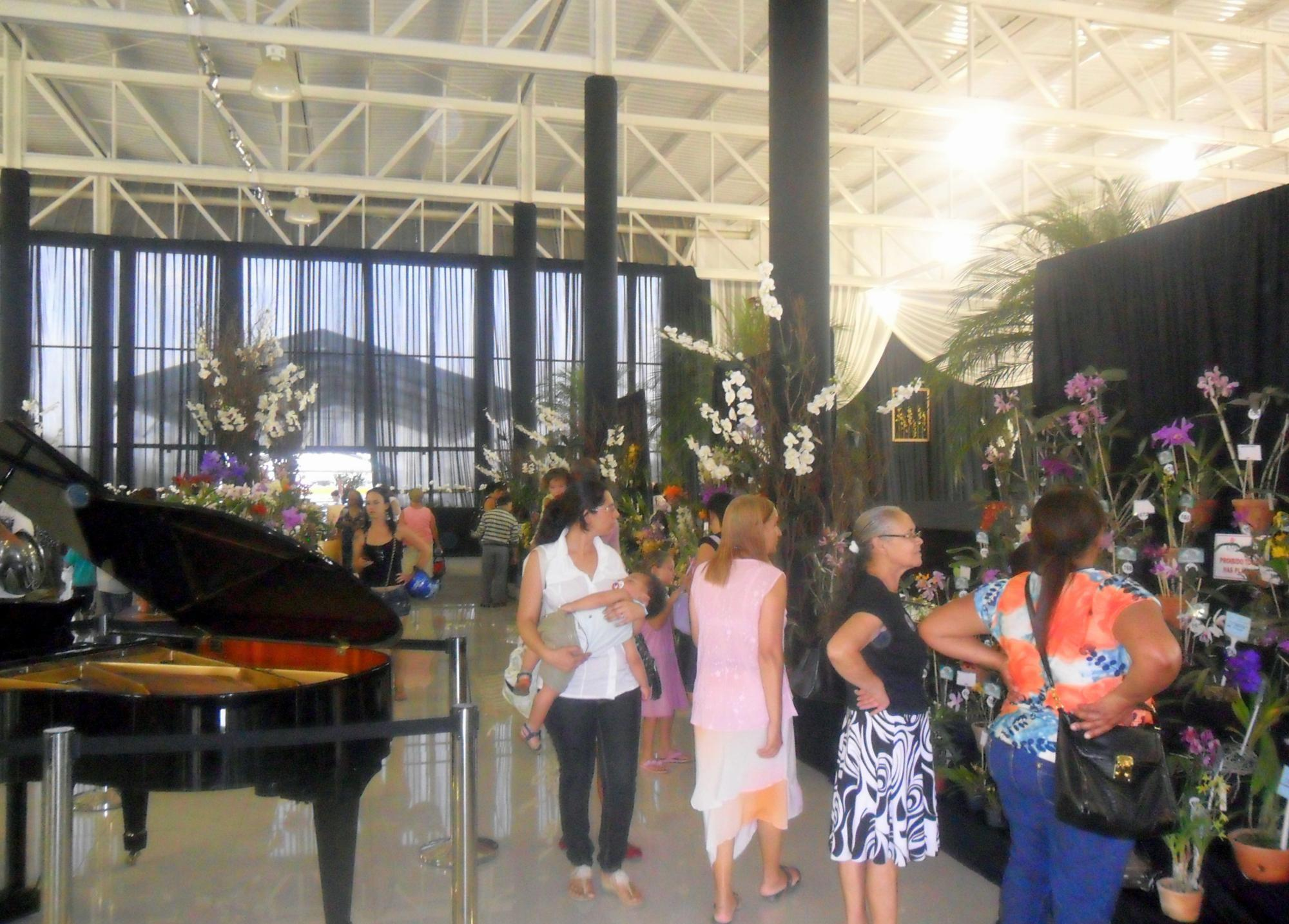
Local da exposição

Não apenas orquídeas são expostas, mas também uma grande diversidade de plantas ornamentais, cujo objetivo é incrementar o turismo do município, assim como o de prestar um homenagem à natureza. Foi oficializada pela Secretaria de Esportes e Turismo do estado de São Paulo em 1976. Figura no calendário turístico divulgado pelo Instituto Brasileiro de Turismo (antiga EMBRATUR) e desde então aumentou ganhou fama nacional, atraindo sempre considerável número de visitantes, e por este motivo, a EXPOÁ foi transferida para um local maior, comportando maior número pessoas, todas interessadas em apreciar a beleza das orquídeas.
De 1983 a 1993 a EXPOÁ foi realizada no Ginásio Municipal de Esportes Américo Franco, na Vila Áurea, e foi transferida em 1994 para a então recém construída Praça de Eventos “Lucília Gomes Felippe”, em um local que anteriormente era um terreno baldio.

### Últimas edições
Em 2009 não foi realizada devido à epidemia de gripe H1N1, em função do risco de transmissão em locais de grande aglomeração. Já em 2010, foi realizada em local improvisado na Avenida Vicente Leporace, já que na Praça de Eventos estava sendo construído um novo centro de exposições e reformas no entorno do local. Finalmente em 2011 retornou à Praça de Eventos, quando foi inaugurado o Pavilhão de Exposições Prefeito José Massa.

### Shows
Ao longo dos anos vários artistas locais se apresentaram nos shows que ocorrem durante o evento, além de artistas consagrados, como Elba Ramalho, Zeca Pagodinho, Roupa Nova, César Menotti e Fabiano, Zé Ramalho, Daniel, Skank, Dominguinhos, Alexandre Pires, Aline Barros, Jorge Aragão, Chitãozinho e Xororó, Fábio Júnior, Sampa Crew, André Valadão, Sorriso Maroto, Harmonia do Samba, Bruno e Marrone, NX Zero, Paulo Ricardo, Banda Calipso, Edson e Hudson, entre outros.

## Atualidade

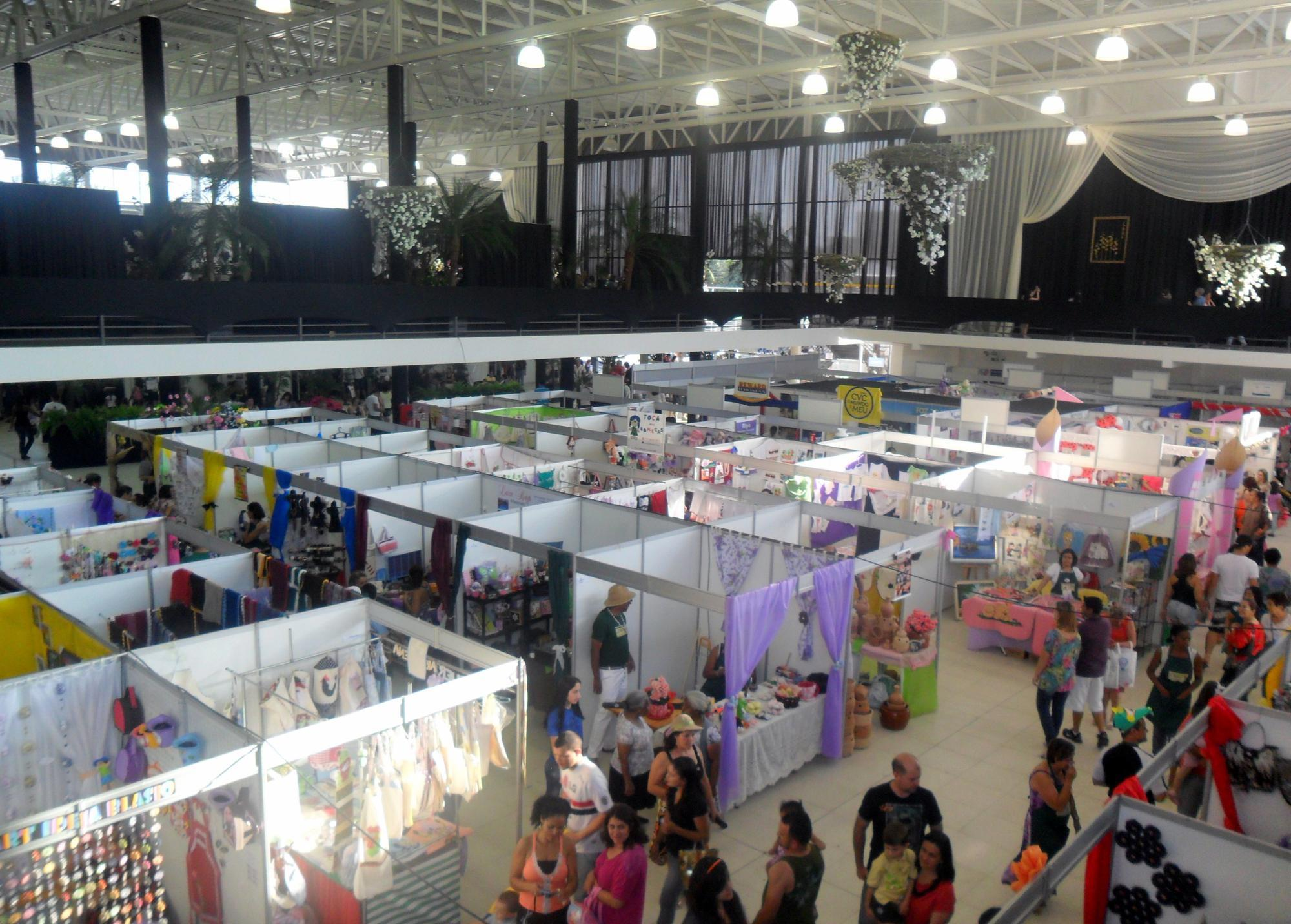
Também ocorrem eventos paralelos, como a 'Feira de Artesanato' e 'Feira da Indústria e Comércio'

Atualmente é realizada no Pavilhão de Exposições Prefeito José Massa, na Praça de Eventos. Ao longo dos anos foram sendo incorporados eventos paralelos, como a Feira de Artesanato (onde artistas locais expõem e comercializam seus produtos), e a Feira da Indústria e Comércio (que concentra várias empresas que atuam na cidade, que também expõem seus produtos e serviços). Também há grande oferta de opções gastronômicas, que vão desde barracas montadas na Praça de Eventos, passando pelo restaurante da Secretaria de Promoção Social, até os comércios próximos.
Em 2012 foi realizada pela primeira vez a "Parada das Orquídeas", uma Parada temática com participação de crianças, jovens, adultos e idosos participantes de projetos da Prefeitura (Centro Municipal de Dança e Centro de Referência da Melhor Idade). Naquele ano a Parada das Orquídeas partiu da Praça da Bíblia e percorreu importantes vias de Poá, como a Avenida Vital Brasil, Avenida Nove de Julho e a própria Antonio Massa, onde é realizada a Expoá.